# Her Name Is Nicole
Her Name Is Nicole – pierwszy solowy album nagrany przez amerykańską wokalistkę popową Nicole Scherzinger znanej głównie jako liderka girlsbandu Pussycat Dolls. W oficjalnym oświadczeniu Scherzinger poinformowała, iż dotychczasowa lista utworów albumu nie jest aktualna. Produkcję krążka wstrzymano, a sam album wycofano z planów wydania.

## Historia
Początkowo premiera albumu zaplanowana była na rok 2007, jednak datę ukazania się krążka na rynku kilkakrotnie przekładano. Oryginalnie dysk dostępny miał być na sklepowych półkach 16 października 2007. Następna data potwierdzona m.in. przez wytwórnię Universal Music Polska to 6 listopada 2007. Kolejną potencjalną premierą albumu miał być dzień 20 listopada, kiedy to razem z albumem Nicole Scherzinger miałyby być wydane wydawnictwa kolegów z branży Jay-Z oraz Chrisa Browna. Przyczynami takowych zajść jest chęć intensywniejszej promocji krążka oraz ponowne nagranie utworów przez artystkę.

## Utwory
Za produkcję Her Name Is Nicole odpowiadają między innymi Akon, Kanye West, Macy Gray, Ne-Yo, Pharrell Williams, Polow da Don, Sean Garrett, Timbaland, will.i.am. Utwór „Power’s Out” wyprodukował The Dream, który współtworzył znaną piosenkę wykonywaną przez Rihannę „Umbrella”; piosenka ta wykonywana jest w duecie ze Stingiem. Mimo iż album Her Name Is Nicole nie został wydany to „Power’s Out” znalazł się na debiutanckiej płycie Nicole zatytułowanej Killer Love. Utworem, który wokalistka nagrała, a nie pojawił się na oficjalnej liście utworów albumu to piosenka „Steam” wyprodukowana przez Bryana Michaela Coksa. Początkowo uważano, iż „Steam” jest pierwszym singlem promującym album, jednak Nicole stanowczo temu zaprzeczyła mówiąc później, iż kompozycja nie jest brana pod uwagę przy tworzeniu listy utworów krążka.
Pierwszym singlem promującym album była piosenka „Whatever U Like” wydana w Kanadzie oraz Stanach Zjednoczonych dnia 24 lipca 2007 i w Wielkiej Brytanii dnia 13 sierpnia 2007. Drugim singlem z płyty okazała się kompozycja „Baby Love”, która zawiera rap will.i.ama oraz została przez jego osobę wyprodukowana. Piosenka została wybrana jako utwór singlowy wcześnie oraz pojawiła się w rozgłośniach radiowych już 10 września 2007. Pomimo iż „Baby Love” jest drugim singlem promującym album, Scherzinger oraz przedstawiciele wytwórni Interscope Records(Universal Music) uważają właśnie tę piosenkę jako pierwszy singel z krążka najprawdopodobniej ze względu na fakt, iż utwór „Whatever U Like” nie cieszył się popularnością zarówno w Ameryce Północnej, jak i Europie nie zajmując pożądanych pozycji na oficjalnych notowaniach w krajach po obu stronach Atlantyku.